# شهرستان ولد ربیع
ناحیهٔ ولد ربیع (به عربی: مدیریة ولد ربیع) یک ناحیه در یمن است که در استان بیضاء واقع شده‌است.
ناحیهٔ ولد ربیع ۱۹٬۴۲۷ نفر جمعیت دارد.